# Nélida Romero
Nélida Romero (Lanús, 17 de enero de 1926 - Buenos Aires, 14 de enero de 2015) fue una actriz argentina de cine, teatro y televisión.

## Carrera
Nacida en la ciudad bonaerense de Lanús, estudió baile y actuación. Inició su carrera en el medio teatral junto al compositor y director Enrique Santos Discépolo. A la edad de 18 años conoció al prestigioso director Carlos Schlieper, quien la insertó en la cinematográfica en 1946 con un pequeño papel en Las tres ratas, protagonizada por Mecha Ortiz y Amelia Bence. Luego, para la empresa Emelco, participó en 1947 de El retrato, éxito con Mirtha Legrand; y en ese mismo año realizó un papel más importante en Madame Bovary, que relata la complicada vida de una mujer (Mecha Ortiz) luego de varios problemas. Participó en 20 películas argentinas.
En 1950 acompañó a Amalia Sánchez Ariño y Osvaldo Miranda en Esposa último modelo, con guiones de Ariel Cortazzo. En aquel año llegó a filmar cuatro títulos: Cuando besa mi marido, bajo las órdenes de su esposo, Abuso de confianza, drama de Mario C. Lugones, y Arroz con leche, con 79 minutos de duración y cumpliendo roles de soporte. Igualmente, para el año siguiente, 1951, alcanzó incursionar en una misma cantidad de películas, entre las que se destacan El honorable inquilino, donde encarnó a Elena al lado de Alberto Closas, y Cosas de mujer, una de sus actuaciones más valoradas, trabajando con el popular Ángel Magaña. Considerada "la Martha Raye argentina", protagonizó El heroico Bonifacio, junto a Pepe Iglesias "El Zorro".
Dirigida por su esposo, intervino desde mediados de la década del 50 en comedias generalmente románticas como Alejandra (1956) o Las campanas de Teresa (1957), que contaron usualmente con el auspicio de Argentina Sono Film (SACI) y en una oportunidad, con los libretos de Abel Santa Cruz. En 1957, con motivo de la muerte de Schlieper a los 54 años producto de una enfermedad cardíaca, se alejó de los medios hasta principios de la década siguiente, cuando debutó en Navidades en junio, estrenada en España con Gregorio Alonso. Frecuentó a Rafael Alberti y a Nicolás Guillén, y trabajó en Europa.
A partir de 1966 incursionó en varios ciclos televisivos, iniciándose en ¿Cuando da usted por el conde?, por Canal 13. Después se especializó en teatro realizando alrededor de 70 piezas, como Goyescas, La noche de los ratones crueles, junto a Miguel Ángel Solá, entre otras. Integró asiduamente la compañía Cibrián-Campoy y compartió con Alberto Closas varios escenarios de España. En los años 70 se la pudo apreciar más en TV, en Una vida para amarte, interpretando a Fina o en Una luz en la ciudad, cuyo protagónico estaba a cargo de Gabriela Gili y Víctor Laplace. A su vez, retornó a los escenarios con Universexus (1971), en el Teatro Sarmiento, y La corte de Faraón (1974), presentando en el teatro La Fusa la autoría de José María Vilches. En 1977 acompañó a Beatriz Taibo y Raúl Rossi en la pieza teatral El canto de la cigarra, de Alfonso Paso en el Teatro Stella.
De 1981 a 1985 fue parte del elenco de la exitosa serie Las 24 horas, y en 1984 secundó a Alicia Bruzzo en La pobre Clara. En 1987, después de 30 años sin actividad en el cine, participó en La virgen gaucha y luego en un corto de 1993 titulado Mocoso malcriado, componiendo a la Tía Ñata. En el 2000 realizó su última aparición cinematográfica hasta la fecha en ¿Quién está matando a los gorriones?, de Patricia Martín García.

## Últimos años
En 2004 la Asociación Argentina de Actores la agasajó al igual que a Gloria Montes por su trayectoria artística. En 2011, recibió el premio Cóndor de Plata a la Trayectoria que entrega la Asociación de Cronistas Cinematográficos de la Argentina en una ceremonia llevada a cabo en el Teatro Avenida. Se retiró de la actuación y residió en la Casa del Teatro, un lugar que alberga a ancianos artistas. En sus últimos años, solía aparecer en contadas notas periodísticas.

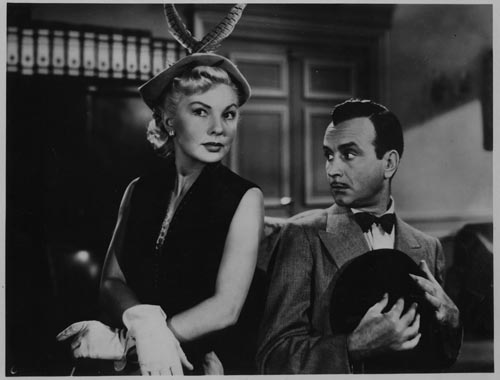
Nélida Romero y Ángel Magaña (1915-1982) en la película Cosas de mujer (1951).

Nélida Romero falleció el 14 de enero de 2015 a la edad de ochenta y ocho años y sus restos fueron enterrados en el Panteón de Actores del Cementerio de la Chacarita, en Buenos Aires, Argentina.

## Filmografía
- ¿Quién está matando a los gorriones? (2001).
- Mocoso malcriado (corto - 1993).
- La virgen gaucha (1987).
- Una jaula no tiene secretos (1962).
- Navidades en junio (1960) (España).
- Las campanas de Teresa (1957).
- Alejandra (1956).
- Mi marido y mi novio (1955).
- Requiebro (1955).
- Los ojos llenos de amor (1954).
- Payaso (1952).
- El honorable inquilino (1951)...Elena
- Cosas de mujer (1951).
- El heroico Bonifacio (1951).
- ¡Qué hermanita! (1951).
- Arroz con leche (1950).
- Abuso de confianza (1950).
- Esposa último modelo (1950).
- Cuando besa mi marido (1950).
- Cita en las estrellas (1949).
- Madame Bovary (1947)...Artemisa
- El retrato (1947).
- Las tres ratas (1946)...Modista

## Televisión
- Marina de noche (1985), con Rodolfo Ranni.
- Pobre Clara (1984) (serie)...Emilia. Con Alicia Bruzzo y Germán Kraus.
- Como en el teatro (1982) (serie), con Diana Maggi y Juan Carlos Dual.
- Después del final (1982), con Arturo Puig y Selva Alemán.
- Las 24 horas (1981) (serie).
- Rosa... de lejos (1980-1981) (serie)...Gabriela de Martínez
- Teatro 13 (1971)(serie), con Enrique Fava.
- Una luz en la ciudad (1971) (serie)...Susana
- Una vida para amarte (1970) (serie)...Fina
- ¿Cuánto da usted por el conde? (1966) (película).
- El hogar de Nélida (1961) (serie).

## Teatro
- La noche de los ratones crueles con Miguel Ángel Solá.
- Al fin me jubilé (y ahora qué) con Joe Rígoli y Gloria Perdiguero.
- El gran deschave con Luis Brandoni, Georgina Barbarossa y Mario Labardén.
- Eh, Jane con Guillermo Marín.
- El Bululú (1976), junto a José María Vilches.
- Mary... Mary (1962), junto a Fabio Zerpa.
- Adida, su marido y el fantasma (1955), con José Cibrián y Ana María Campoy.